# Коломоєць Лариса Вікторівна
Коломоєць Лариса Вікторівна – радянська, українська легкоатлетка, неодноразовий переможець та призер республіканських та міжнародних змагань з легкої атлетики, переможець фінальних змагань Гран-прі України з легкої атлетики (1991), майстер спорту СРСР з легкої атлетики (1991).

## Життєпис
Народилася 13 липня 1972 року у м. Кременчуці Полтавської області. Легкою атлетикою почала займатися з 1983 року у спортивній школі «Авангард» м. Кременчука у тренерів Крамарової Л.О. та Бузька В.Я.
Перших успіхів досягла у стрибках у висоту. Брала участь у змаганнях республіканського та міжнародного рівнів, у тому числі: першості УРСР серед юніорів (1990), першості СРСР серед юніорів (1990), першості СРСР серед молоді 1972-1973 р.н. (1991).
15 грудня 1991 року отримала звання "Майстер спорту СРСР з легкої атлетики".
У 1996 році закінчила Харківську державну академію фізичної культури.
З 1996 по 2002 роки працювала вчителем фізичної культури у загальноосвітніх школах №№ 15 та 25 м. Кременчука.
Мешкає у м. Кременчуці.

### Основні досягнення
·       3 місце у зональних змаганнях Кубка СРСР з легкої атлетики, 13.01.1991, м. Харків;
·       1 місце у фінальній частині змагань з легкої атлетики «Гран-Прі» України, 15.09.1991, м. Київ;
·       1 місце у республіканських змаганнях з легкої атлетики, 27.12.1991, м. Харків;
·       2 місце у міжнародних змаганнях з легкої атлетики пам’яті жертв «Бабиного яру», 19.09.1992, м. Київ;
·       1 місце у республіканських змаганнях з легкої атлетики серед молоді 1971-1975 рр. н., 10.04.1993, м. Алушта;
·       3 місце у міжнародному турнірі з легкої атлетики «Козацька Хортиця», 05.02.1994, м. Запоріжжя;
·       2 місце у республіканських змаганнях з легкої атлетики, 03.02.1995, м. Харків;
·       3 місце у регіональній першості України, 28.01.1996, м. Харків.

### Цікаві факти
До 450-річчя міста Кременчука (29.09.2021) та з нагоди 30-річчя від перемоги у фіналі Гран-Прі України з легкої атлетики (15.09.1991) асоціація філателістів Кременчука видала пам'ятний конверт із серії Спортивна слава Кременчука  "Лариса Коломоєць. Майстер спорту СРСР з легкої атлетики, Переможець та призер міських, обласних, республіканських та міжнародних змагань з легкої атлетики. Переможець фінальних змагань Гран-Прі України 1991".